# Saint-Jean de l'Albère
Saint-Jean de l'Albère es un pueblo de la comuna vallespirenca de L'Albère, Francia.
Está a 537,4 metros de altitud, en la zona central-norte del término comunal, a los pies del Puig de Sant Cristau.
Su iglesia románica de San Juan, del siglo XI, ejerce de parroquial de todo el término comunal de L'Albère. Cerca y al norte de la iglesia de San Juan se encuentra la Casa de la Villa de esta comuna.
Además, en Saint-Jean de l'Albère, también pertenecen a este vecindario disperso el Mas Baixès (ahora en ruinas), el Mas Claret (antes Verdeguer), el Mas de l'Esquerrà, el Mas de la Garriga, el Masot, el Mas de la Molinera (antes Mas d'en Neu), el Mas Quirc (antes Justafré), la Rajoleria (o Casot de la Rajoleria), el Mas de Sant Joan (en ruinas), el Mas de la Siureda, el Mas d'en Trinxet (o de la Ruireda), y el Monasterio de les Ermites de Maria (en el antiguo Mas Barda o Mas Mallart), y, en el límite de la comuna, en el noroeste, el Mas de l'Anglada.  Cerca del pueblo, en el noroeste, está el dolmen llamado Balma de na Cristiana.